# Bentley Hunaudières
La Bentley Hunaudières è una concept car prodotta dalla casa automobilistica britannica Bentley per il salone internazionale dell'auto di Ginevra del 1999.

## Nome
Il nome Hunaudières rende omaggio al famoso rettilineo del Circuit de la Sarthe di Le Mans dove Sir Tim Birkin a bordo di una "Blower Bentley" superò Rudolf Caracciola su una Mercedes-Benz SSK alla velocità di 201 km/h con una ruota sull'erba.

## Caratteristiche tecniche
È alimentata da un motore W16 aspirato Volkswagen da 8,0 litri, adattato e modificato da Bentley per generare 623 CV (465 kW) di potenza a 6000 giri/min e 760 Nm di coppia a 4000 giri/min in combinazione con un cambio manuale a cinque rapporti. È capace di raggiungere i 350 km/h di velocità massima.

## Produzione
Il concept, insieme alla simile Audi Rosemeyer, mise le basi per la produzione della Bugatti Veyron da parte della casa madre Volkswagen.

## Videogioco
La Bentley Hunaudières è stata inserita nel videogioco TOCA World Touring Cars del 2000 come contenuto sbloccabile.